# Bo Jarnebring
Bo Jarnebring är en fiktiv kriminalinspektör som skapades av Leif G.W. Persson till romanen Grisfesten från 1978. Jarnebring har sedan dykt upp i åtskilliga verk av Persson, även sådana skrivna av Persson i samarbete med Jan Guillou; bland dem boken och tv-serien Profitörerna, romanen Samhällsbärarna samt tv-serierna Den vite riddaren och Anna Holt.
I romanen Grisfesten framkommer att Jarnebring ursprungligen är från Dalarna och åtminstone har varit gift med Annika, samt att de har minst två söner tillsammans. Och i boken Den döende detektiven antyder Jarnebring till Lars Martin Johansson att han haft en romans med före detta polisen Carina Tell.
Jarnebring är förutvarande idrottsman på elitnivå, och i böckerna berättas det om att han deltagit i Finnkampens stafett. I Grisfesten arbetar Jarnebring tillsammans med Lars Martin Johansson, även om Johansson gör karriär kommer de två att vara bästa vänner under samtliga romaner.

## Romaner
- 1978 – Grisfesten
- 1979 – Profitörerna
- 1982 – Samhällsbärarna
- 2002 – Mellan sommarens längtan och vinterns köld
- 2003 – En annan tid, ett annat liv
- 2007 – Faller fritt som i en dröm
- 2010 – Den döende detektiven

## Filmer och TV-serier
- 1983 – Profitörerna (TV-serie) (spelad av Sven Wollter)
- 1984 – Mannen från Mallorca (spelad av Sven Wollter)
- 1986 – I lagens namn (spelad av Sven Wollter)
- 1994 – Den vite riddaren (spelad av Stig Engström)
- 1996 – Anna Holt - polis (spelad av Stig Engström)
- 1999 – Anna Holt (spelad av Stig Engström)
- 2013 – En pilgrims död (spelad av Per Svensson)
- 2014 – Den fjärde mannen (spelad av Per Svensson)
- 2018 – Den döende detektiven (spelad av Per Svensson)